# 영양중앙국민학교 상원분교
영양중앙국민학교 상원분교는 경상북도 영양군 영양읍 비리동천길 1에 있었던 초등학교이다.

## 연혁
- 1949년 9월 1일 상원국민학교 개교
- 1986년 3월 11일 병설유치원 개원
- 1991년 3월 1일 영양중앙국민학교 상원분교장 개편
- 1994년 3월 1일 본교 통폐합